# Scripta Theologica
Scripta Theologica es la revista de teología de la Universidad de Navarra, editada por la Facultad de Teología. Fue fundada en 1969 y publica artículos y revisiones bibliográficas de teología bíblica y sistemática, así como de patrología y liturgia. Promueve un enfoque interdisciplinar y presta atención a los temas teológicos de actualidad.

## Consejo asesor
- Nicolás Álvarez de las Asturias, Universidad Eclesiástica San Dámaso, Madrid (España)
- Pio G. Alves de Sousa, Universidad Católica Portuguesa, Braga (Portugal)
- Ysabel de Andía, Centro Nacional para la Investigación Científica, Paris (Francia)
- Santiago del Cura, Facultad de Teología del Norte de España, Burgos (España)
- Hubertus R. Drobner, Facultad de Teología de Paderborn, (Alemania)
- Samuel Fernández, Pontificia Universidad Católica de Chile, Santiago (Chile)
- Santiago García-Jalón, Universidad Pontificia de Salamanca, (España)
- John Grabowski, Universidad Católica de América, Washington (Estados Unidos)
- Carlos Granados, Universidad Eclesiástica San Dámaso, Madrid (España)
- Janusz Lekan, Universidad Católica Juan Pablo II, Lublin (Polonia)
- John Milbank, Universidad de Nottingham, Nottingham (Reino Unido)
- Paul O'Callaghan, Pontificia Universidad de la Santa Cruz, Roma (Italia)
- Alice M. Ramos, Universidad de san Juan, Queens, New York (Estados Unidos)
- Manlio Sodi, SDB, Universidad Pontificia Salesiana, Roma (Italia)
- Vincent Twomey, SVD, Saint Patrick’s College, Maynooth (Irlanda)

## Índices y bases de datos
Scripta Theologica figura en los siguientes índices y bases de datos:
- Scopus
- ATLA Religion Database
- FRANCIS
- EBSCO Publishing
- ERIH (European Reference Index for the Humanities)
- Latindex
- INIST
- Index Theologicus (UB Tübingen)
- Index to Book Reviews in Religion
- Old Testament Abstracts
- Religion Index One
- Religious and Theological Abstracts
- BIBP (Base d'Information Bibliographique en Patristique)